# 남해 전 백련암지
남해 전 백련암지(南海 傳 白蓮庵址)는 대한민국 경상남도 남해군에 있는 고려시대의 절 터이다. 2017년 3월 2일 경상남도의 기념물 제286호로 지정되었다.

## 지정 사유
백련암지는 2012년 은병(銀甁) 명문기와가 수습됨에 따라 고려의 지배층과 관련된 유적으로 추정되어 2013년 시굴조사를 실시하였고, 시굴조사 결과, 건물지와 은병 명문이 새겨진 기와가 대량 확인되었다.
2014 ∼ 2015년까지 발굴조사를 실시하여 윗단 건물지에서는 명문기와가 다량으로 출토되었고 전 선원사지에서 출토되었던 고려청자편을 비롯한 귀목문 막새 등이 출토됨에 따라 동일 시대의 건물지로 추정되는 중요한 유적이므로 기념물로 지정한다.

## 참고 문헌
- 남해 전 백련암지 - 국가유산청 국가유산포털